# Abbos Atoyev
Abbos Abdurazzoqovich Atoyev, född 7 juni 1986 i provinsen Buchara är en uzbekisk amatörboxare som mest är känd för att han vann guldmedalj i världsmästerskapen i amatörboxning 2007 i Chicago i herrarnas lättungvikt. Han har även deltagit i de olympiska boxningstävlingarna 2008 i Peking, men förlorade där redan i första matchen mot tadzjiken Jahon Qurbonov.

## Meriter

### Olympiska meriter

#### Olympiska sommarspelen 2008
- Huvudartikel: Boxning vid olympiska sommarspelen 2008

| Tävlande     | Viktklass     | Sextondelsfinal       | Åttondelsfinal       | Kvartsfinal          | Semifinal            | Final                |
| Tävlande     | Viktklass     | Motståndare Resultat  | Motståndare Resultat | Motståndare Resultat | Motståndare Resultat | Motståndare Resultat |
| ------------ | ------------- | --------------------- | -------------------- | -------------------- | -------------------- | -------------------- |
| Abbos Atojev | Lätt tungvikt | Kurbanov (TJK) L 3–11 | Gick inte vidare     | Gick inte vidare     | Gick inte vidare     | Gick inte vidare     |